# Паре (Италия)
Вижте пояснителната страница за други значения на Паре.
Па̀ре (на италиански: Parre; на ломбардски: Par, Пар) е малкло градче и община в Северна Италия, провинция Бергамо, регион Ломбардия. Разположено е на 650 m надморска височина. Населението на общината е 2732 души (към 2017 г.).